# Transaction sociale
 (décembre 2016).
La transaction sociale désigne l'effort d'adaptation, de négociation et de résolution de conflits effectué par un individu au sein de la vie quotidienne et de la vie sociale.    

## Description
Tirant ressource de l’économie des coûts de transaction (Williamson, 1975), selon laquelle la transaction est un échange négocié, la transaction sociale puise tout autant dans le champ du droit, au sein duquel la transaction est vue comme une technique de prévention et de résolution des conflits qui échappe au carcan judiciaire. Elle pose de facto ses fondements dans une double tradition sociologique : d’abord celle du conflit (Simmel, 1917 ; rééd. 1999), pour laquelle la vie sociale est structurée par des couples de tensions opposées (liberté et égalité, tradition et modernité, identité et altérité, proximité et distance, etc.), ensuite celle de l’écologie sociale initiée par l’École de Chicago, selon laquelle les redistributions de l’espace urbain produisent du conflit et nécessitent des accommodations entre les générations successives de migrants et de néo-urbains (Grafmeyer et Joseph, 1984 ; Guth, 2008). Cette théorie de la transaction sociale aspire à transcender la théorie de la reproduction sociale (Bourdieu, 1971) et celle de la production sociale (Touraine, 1973) en montrant leur part respective de vérité et l'impératif scientifique de les concilier pour qui veut donner sens à ce qui se joue socialement. Se focalisant sur la régulation des conflits, elle relève à la fois du marché et du jeu des valeurs et légitimités à l’œuvre pour montrer que les individus construisent la société dans laquelle ils vivent et que, dans le même temps, la société re-produit ces individus.  
La transaction sociale est donc un processus qui comprend de l’échange et de la négociation, du rapport de force et de l’imposition. Et précisément, elle pointe ici l'existence congruente de conflits d’intérêt, mais aussi de conflits de valeur, plus âpres et plus ardus dans leurs résolutions, quand entrent en jeu les multiples conceptions d'une question sociale telles qu'elles ont été intériorisées par les acteurs en présence. La transaction sociale suggère conséquemment des négociations complexes, instables dans le temps, plus ou moins formelles, des échanges et négociations où les enjeux s'entremêlent. Et, « en fonction d’un état de forces et de rationalités en présence ainsi que d’un environnement sociétal, la transaction sociale débouche sur un compromis pratique. Elle aboutit à un compromis qui n’est pas forcément une compromission » (Gibout et al., 2009).
In fine, la transaction sociale est donc à la fois un processus social et un produit sociétal instable qui découle de ce même processus à l'œuvre. Le processus de la transaction sociale se fait progressivement par le jeu réciproque des acteurs sociaux en présence pour faire avancer une question qui les rassemble durablement ou les oblige à se retrouver ponctuellement. Mais aucun  de ces acteurs n'entend perdre la face en rapport à ses idées propres et cherche donc un compromis pratique qui permet d'échapper au reniement de ses valeurs, ce qui s'apparenterait à une compromission. Le résultat est alors un produit transactionnel qui, en vertu du caractère instable, provisoire et re-négociable de la transaction (Ledrut, 1976), sera au fil d'un temps plus ou moins long presque nécessairement remis en cause. Comme l'écrit Jean Rémy en parlant de l'espace transactionnel : « Une distribution inégale des cartes au départ du jeu, une distribution inégale des atouts et un ensemble de règles qui déterminent les modalités d’échange entre les joueurs. Découle de ces trois éléments le repérage des positions fortes ou faibles des joueurs, de leurs capacités d’initiative et de leurs possibilités tactiques. Cette construction des positions, bien qu’indépendante de la volonté des joueurs, n’exclut cependant pas l’existence d’une bonne ou mauvaise manière de jouer ; il y a ainsi des stratégies payantes et d’autres qui ne le sont pas. » (Rémy, 2005, p. 81).
D’abord, comme notion heuristique et « principe organisateur et inducteur de la construction d’hypothèses et d’interprétations théoriques » (Rémy et al., 1978, p. 87), la transaction sociale permet de mieux saisir le fait social en invitant à y observer et à y comprendre la conjugaison de la liberté de l’acteur et des contraintes du système, ou dit autrement la conciliation de la production de la société et de sa reproduction. Par ailleurs, comme outil paradigmatique, parce que « plus qu’une somme de concepts, [elle est] l’image de base à partir de laquelle s’imagine une interprétation de la réalité » (ibid.), la transaction sociale est une aide possible pour dépasser les oppositions entre différentes théories portant sur un même objet scientifique et alors produire ou inventer des définitions qui soient propres aux , auteurs.

## Histoire
Le concept de transaction sociale a été initié et créé par Jean Rémy, Liliane Voyé et Émile Servais (enseignants à l'université catholique de Louvain en Belgique) au cours des années 1970, puis défini et popularisé dans un ouvrage intitulé Produire ou reproduire ? Une sociologie de la vie quotidienne (1978). Il a depuis fait l’objet de plusieurs travaux, en particulier ceux recensés dans les trois ouvrages collectifs parus au cours des années 1990 sous la direction de Maurice Blanc (1992, 1994, 1998) ainsi que dans deux ouvrages dirigés par Jean Remy lui-même, juste avant son décès,, et parus chez l'éditeur Erès : "L'espace, un objet central de la sociologie" (2017) & "La transaction sociale  - Un outil pour penser et dénouer la complexité de la vie en société" (2020). Il faut également souligner la présence de divers travaux mobilisant le paradigme de la Transaction Sociale dans plusieurs numéros de la revue scientifique Pensée Plurielle (2009/1 ; 2013/2-3 ; 2017/2) ou de la revue en ligne Sociologies (dossier « Espaces et transactions sociales », juin 2016) éditée par l'Association internationale des sociologues de langue française (AISLF).
Par ailleurs, depuis le milieu des années 2000 et jusqu'à nos jours, des débats ont été lancés quant à son actualité, son acuité, ses complémentarités ou différences avec d'autres approches sociologiques contemporaines (l'interactionnisme symbolique, la sociologie d'Anthony Giddens, la sociologie pragmatique de Luc Boltanski et Laurent Thévenot - 1991- , le modèle canadien de l’accommodement raisonnable de Bouchard et Taylor -2008 - ou les concepts de négociation ou de reliance par exemple) et la façon dont, comme paradigme plus que comme concept, la transaction sociale autorise à comprendre les mutations à l'œuvre dans les sociétés contemporaines (Blanc, 1998, 2009-1 & 2009-2, 2017 ; Boissonnade, 2009 ; Marcel Bolle de Bal, 1998 ; Cordelier, 2016 ; Dubar, 1998 ; Foucart, 2017 ; Fusulier & Marquis, 2008 & 2009 ; Gibout et al. 2009 ; Rémy, 2005 ; Rougemont, 2017 ; Schurmans, 2013; Stoessel-Ritz et al., 2012 ; Storrie, 1994 & 1998).

## A l'international
Le paradigme de la transaction sociale est né en Belgique mais s'est depuis implanté largement dans le monde de la recherche en sciences sociales, et spécialement en sociologie francophone (Afrique noire, Belgique, Canada, France, Maghreb, Portugal, Brésil, etc.). Il existe d'ailleurs depuis le milieu des années 1990, au sein de l'Association internationale des sociologues de langue française (AISLF), un Comité de Recherche (CR no 21) dédié. Originellement intitulé Transactions sociales, il a depuis juillet 2016 pris le nom de « Transactions sociales, cultures et émancipations ». Les participations très régulières aux différentes manifestations organisées par l'AISLF témoignent de la récurrence de travaux questionnant la transaction sociale comme concept ou paradigme et témoignant de sa capacité à interroger le monde d'aujourd'hui.

## Extension des champs d'étude
Depuis les années 1970, plusieurs champs sociologiques ont mobilisé ce paradigme, en particulier la sociologie urbaine et la sociologie politique (Blanc, 2007,  2012, 2014 et 2016 ; Bourdin, 1996 ; Casteigts, 2009 ; Dandolova, 2016, Dorso, 2008 et 2020 ; Fousseni, 2016 ; Gibout, 2009  et 2016 ; Gibout et Zwarterook, 2013 ; Gilbert ; Hamman dir., 2011, ; Hamman, 2013 ; Kim Kyung Sook 2014 ; Lancereau, 2017 ; Rémy et al. 1989 ; Rémy, 2016 ; Silvano, 1994 2001, 2011 et 2016 ; Soto, 2012 et 2014 ; Stoessel-Ritz, 2016 ; Storrie, 1997), ainsi que celles du travail social et du développement.                 
Au début des années 1980, plusieurs travaux en sociologie de la famille (Bawin-Legros, 1992, Bernard, 2009 ; Tonle Matemnago, 2017, ; Rémy et al. 1978; Silvano, 2017) et en sociologie du travail (autour, par exemple, des questions de double identité professionnelle, de relations professionnelles ou de relations sociales au travail, d'économie sociale et solidaire ou encore d'emploi rural. i.e. Dubar, 1994 ; Chasserio et al., 2016 ; Laport, 2015 et 2016 ; N'Dione Mbinky, 2017 ; Stoessel-Ritz, 2013, 2015 & 2017) ont eu recours à la transaction sociale.
Plus récemment, depuis les années 1990 et 2000, un élargissement des questions mobilisant la transaction sociale a été constaté. Ainsi, ont été publiés des travaux traitant des domaines sociologiques de l’environnement, avec une pluralité de terrains, d'échelles et de thématiques (Bignoumba Backouyanga, 2013 ; Blanc & Hamman, 2009 ; Génard & Neuwels, 2016 ; Gibout, 2017 ; Hamman, 2016, 2017 et 2019 ; Maramatsu, 2012 ; Rémy, 1996), des migrations (abordées sous différents angles (Bolzman, 2009 ; De Souza Martins, 2009 ; Duvivier, 2009 ; Foucart, 2009), de la socialisation scolaire (Frachebond, 2017) du monde enseignant en particulier universitaire (i.e.Charmillot, Dayer et Schurmans, 2008 ; Lafont et Pariat, 2013 & 2017 ; Lafont, 2016 et 2019 ; Lafont, Laport et Pariat (dir.), 2020 ; Laport, 2015 ; Schurmans, 2001 ; Schurmans et al., 2008), des migrations scolaires et universitaires (Lafont, Laport et Pariat, 2020, ibid.) du développement durable (i.e. Casteigts, 2013 ; Hamman & Blanc, 2009 ; Hamman, 2011, 2012 & 2014 ; Meité, 2014 ; Momar Sarr, 2017 ; Stoessel-Ritz et al., 2012), de la justice sociale, du travail social (i.e. Foucart, 2005 ; Fourdrignier, 2016 ; Laport, 2016 ; N'Dione Mbinky, 2017 ; Roelens, 1999 & 2004 ;  Stoessel-Ritz et al., 2016 & 2017), de la santé (Foucart, 2004 & 2015), de la sexualité (avec, par exemple, des travaux sur les rapports de sexe, la prostitution féminine et masculine, la découverte amoureuse, la séduction. i.e. Dayer, 2013 ; Foucart, 2011 ; Gibout, 2019 ; Gouyon, 2013 ; Jovelin, 2011 ; Schurmans, 2008, Schurmans & Dominicé, 1997, Van Campenhoudt et al., 1994), du genre (en particulier sur la question des identités de genre et de la transsexualité. i.e. Carjaval-Sanchez, 2013 & 2014 ; Dayer, 2013, Dayer 2015), de la justice (avec, entre autres travaux, des questionnements sur la justice réparatrice, sur les normes juridiques ou sur les relations entre normes juridiques et normes sociales. i.e. Blanc, 2012 ; Carjaval-Sanchez, 2009 & 2012; Kellerhals et al., 1992), de la religion (en particulier les tensions internes dans le catholicisme entre différents acteurs ou différentes cultures régionales du catholicisme. i.e. Turcotte, 1994, & 2009, Turcotte & Rémy, 1997 & 2006) ou sociologie du sport et des activités ludiques ou récréatives (en particulier, ont été publiés plusieurs travaux sur les sports urbains, les sports de pleine nature ainsi que sur la gouvernance des espaces sportifs et des politiques publiques du sport, de l'intégration et de la politique de la ville. i.e. Gibout, 2009 & 2016 ; Gibout & Audouit, 2017 ; Laurent, 2012 ; Lebreton, 2015 ; Lebreton & Gibout, 2014 et 2017 ; Moussa, 2013.